# Yannick Ngakoue
Yannick Nicolas Ngakoue (Washington, 31 marzo 1995) è un giocatore di football americano statunitense che milita nel ruolo di defensive end per i Chicago Bears della National Football League (NFL).

## Carriera

### Jacksonville Jaguars
Al college, Ngakoue giocò coi Maryland Terrapins dal 2013 al 2015. Fu scelto nel corso del terzo giro (69º assoluto) del Draft NFL 2016 dai Jacksonville Jaguars. Debuttò come professionista subentrando nella gara del primo turno contro i Green Bay Packers in cui mise a segno due tackle. La settimana successiva iniziò una serie di quattro partite consecutive in cui mise sempre a segno un sack. Nel quarto turno fece registrare il primo intercetto in carriera contro gli Indianapolis Colts dopo che un passaggio di Andrew Luck fu deviato dal compagno Dante Fowler. L'intercetto, oltre a un sack, un fumble forzato, quattro tackle e un passaggio deviato, fecero guadagnare a Ngakoue una nomination per il premio di rookie della settimana. A fine stagione fu inserito nella formazione ideale dei rookie dalla Pro Football Writers of America.
Nella stagione regolare 2017 Ngakoue guidò la NFL con 6 fumble forzati mentre si classificò secondo nella squadra con 12 sack. Nel divisional round dei playoff mise a segno un sack su Ben Roethlisberger e forzò un fumble, recuperato dal compagno Telvin Smith che lo ritornò in touchdown, con la squadra che espugnò l'Heinz Field di Pittsburgh battendo gli Steelers per 45-42, tornando in finale di conference per la prima volta dal 1996.
Nel settimo turno della stagione 2019, Ngakoue intercettò un passaggio di Andy Dalton, ritornando il pallone in touchdown.
Il 16 marzo 2020, i Jaguars applicarono su Ngakoue la franchise tag.

### Minnesota Vikings
Il 30 agosto 2020 Ngakoue fu scambiato con i Minnesota Vikings per una scelta del secondo e una del quinto giro del draft. Con essi totalizzò 5 sack in 6 partite.

### Baltimore Ravens
Il 22 ottobre 2020 Ngakoue fu scambiato con i Baltimore Ravens per una scelta del terzo giro del Draft 2021. Nel 15º turno contro i suoi ex Jaguars mise a segno due sack e forzò un fumble nella vittoria per 40-14.

### Las Vegas Raiders
Il 15 marzo 2021 Ngakoue firmò con i Las Vegas Raiders un contratto biennale del valore di 26 milioni di dollari. Nella settimana 7 fece registrare 4 tackle, 2 sack e 2 passaggi deviati nella vittoria per 33-22 sui Philadelphia Eagles, venendo premiato come miglior difensore della AFC della settimana. Nell'unica stagione con la squadra mise a segno 10 sack, la prima volta che raggiunse la doppia cifra dal 2017

### Indianapolis Colts
Il 16 marzo 2022 Ngakoue fu ceduto agli Indianapolis Colts in cambio di Rock Ya-Sin. Con essi disputò 15 partite, tutte come titolare, con 9,5 sack.

### Chicago Bears
Il 3 agosto 2023 Ngakoue firmò con i Chicago Bears un contratto di un anno del valore di 10,5 milioni di dollari.

## Palmarès
- Convocazioni al Pro Bowl: 1

2017
- Difensore della AFC della settimana: 1

7ª del 2021
- PFWA All-Rookie Team - 2016
- Leader della NFL in fumble forzati: 1

2017